# Fps (singel)
Fps – singel polskiego rapera Bedoesa z jego trzeciego albumu studyjnego, zatytułowanego Opowieści z Doliny Smoków. Singel został wydany 23 lipca 2019.
Nagranie otrzymało w Polsce status podwójnej platynowej płyty, przekraczając liczbę 40 tysięcy sprzedanych kopii.

## Geneza utworu i historia wydania
Utwór napisali i skomponowali Borys Przybylski oraz Kamil Łanka, który również odpowiada za produkcję utworu.
Singel ukazał się w formacie digital download 23 lipca 2019 w Polsce za pośrednictwem wytwórni płytowej SBM Label. Piosenka została umieszczona na trzecim albumie studyjnym Beodesa – Opowieści z Doliny Smoków.

## Lista utworów
- Digital download[4]

1. „Fps” – 2:35

## Certyfikaty
| Kraj          | Certyfikat         | Sprzedaż |
| ------------- | ------------------ | -------- |
| Polska (ZPAV) | 2x platynowa płyta | 40 000+  |